# Alnäsaträsk
Alnäsaträsk är en insjö på Fårö, Gotland, några kilometer nordost om Fårö kyrka och ingår i Gothemån-Snoderåns kustområde.
Sjön, belägen 1,6 meter över havet med en area på 0,388 kvadratkilometer, ligger dold från kringfartsvägarna och är en av Gotlands främsta fågelsjöar. Stränderna som hålls betade rymmer en rik orkidéflora. Vid provfiske har abborre, gädda, sarv och sutare fångats i sjön.

## Delavrinningsområde
Alnäsaträsk ingår i delavrinningsområde (642905-169830) som SMHI kallar för Rinner till Kyrkviken. Delavrinningsområdets medelhöjd är 7 meter över havet och ytan är 23,21 kvadratkilometer. Det finns inga delavrinningsområden uppströms utan avrinningsområdet är högsta punkten. Delavrinningsområdets utflöde mynnar i havet, utan att ha någon enskild mynningsplats.